# Eyot
Eyot — сербская джаз-фьюжн группа из города Ниш, образованная в 2008 году. Группа является победителем MIDEM OFF Competition за 2012 год.

## Состав группы
- Деян Илиич (Dejan Ilijić) — фортепиано
- Сладян Миленович (Slađan Milenović) — гитара
- Милош Войводич (Miloš Vojvodić) — ударные
- Марко Стожилькович (Marko Stojiljković) — бас.

## Дискография
- Horizon (2010)[2]
- Drifters (2013)[3][4]
- Similarity (2014)[5][6][7]
- Innate (2017)[8]